# Les Demoiselles de village
Les Demoiselles de village est une huile sur toile de Gustave Courbet, achevée en 1852, conservée à New York au Metropolitan Museum of Art.

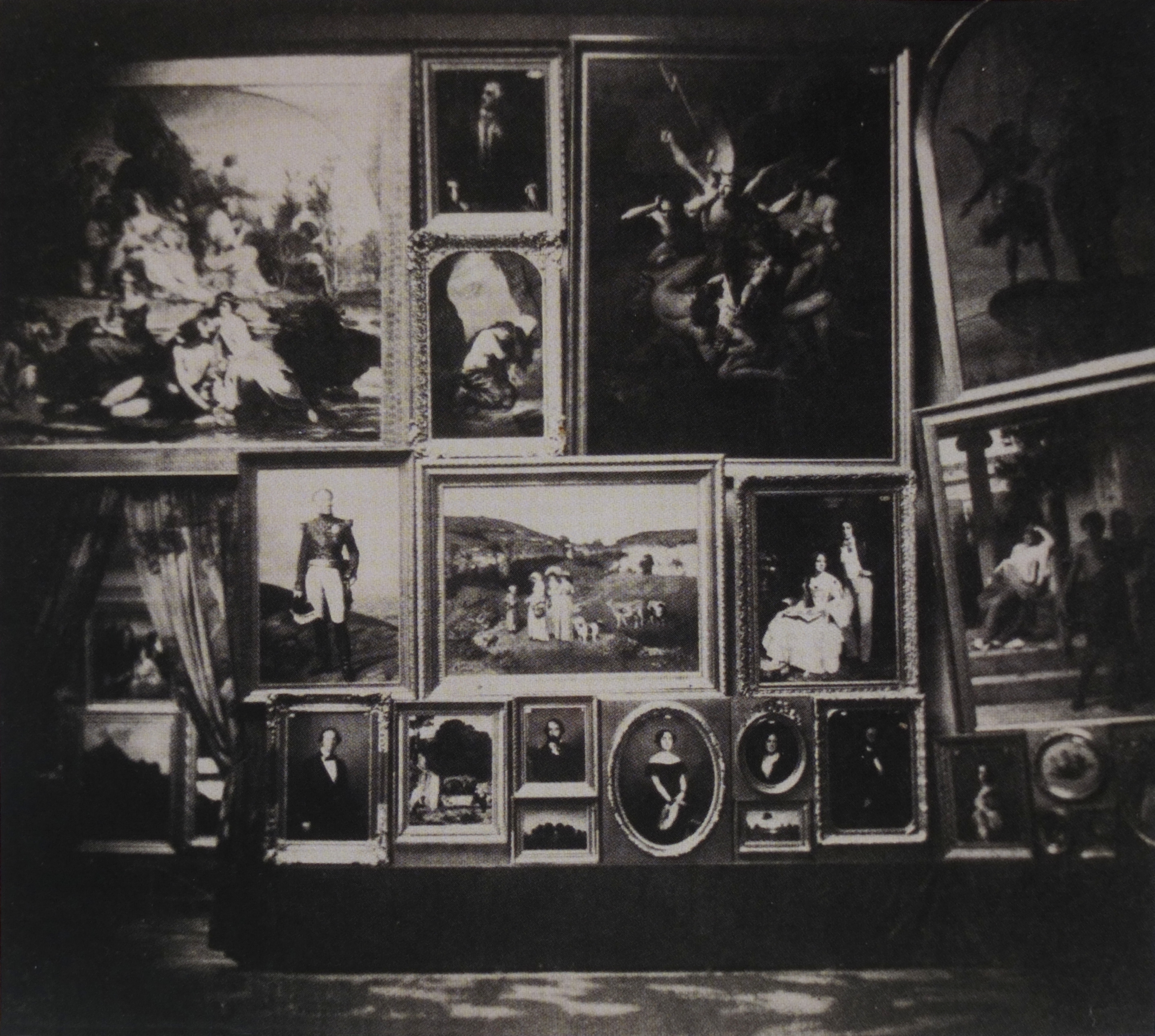
Photographie par Gustave Le Gray, le Salon de 1852. Au centre le tableau de Courbet.

## Description
Au centre de la toile, trois jeunes femmes en tenue de ville offrent à manger à une petite fille habillée en paysanne et pieds nus. L'environnement consiste en un champ vallonné, où paissent deux vaches. On voit aussi un chien. La scène est entourée d'escarpements rocheux abrupts, les ciels sont bleus. C'est une journée ensoleillée ; l'une des trois jeunes femmes porte une ombrelle.
En bas à gauche, est inscrite en rouge la signature « G. Courbet ».

## Histoire du tableau
La trentaine passée, Courbet présente son tableau pour la première fois au public au Salon de Paris en avril 1852 sous le titre Les Demoiselles de village faisant l'aumône à une gardeuse de vaches dans un vallon d'Ornans. Il est immédiatement acheté par le duc de Morny, nonobstant une polémique lancée par la presse et une partie du public. Par exemple, le critique d'art Théophile Gautier se montre réservé, trouvant la toile inaboutie. D'autres, comme Gustave Planche, Eugène Loudun ou Louis Énault, jugent les règles de composition, en particulier celle de la perspective, ici comme bafouées ou travesties (la petitesse relative des vaches), et les jeunes femmes, « assez laides », et « endimanchées de façon incongrue ». Le tableau allait être remontré en 1855 lors de l'Exposition universelle et provoquer à nouveau des réactions négatives, la critique portant cette fois son jugement sur le malaise que provoquerait cette « représentation de provinciales habillées à la mode parisienne ». Cette toile fit autant parler de Courbet, sinon plus, qu'Un enterrement à Ornans. Elle fait partie, selon Michael Fried, des « toiles de la percée » et participent d'une stratégie du scandale.
En 1878, la duchesse de Morny le revend pour la somme de 5 000 francs-or à l'hôtel Drouot. Il arrive aux États-Unis peu avant 1901. La filiale new-yorkaise de Paul Durand-Ruel l'expose en juin 1906. Après quelques péripéties, il est offert par Harry Payne Bingham en 1940 au Metropolitan Museum of Art.

## Analyse
Ce n'est pas la première fois que Courbet peint ses trois sœurs ensemble, la toile Les Trois Sœurs de Courbet, les Récits de la grand-mère Salvan (Minneapolis, Curtis Galleries) date de 1846-1847 et les montre en taille réelle et plein cadre. Par ailleurs, on connaît une étude préparatoire aux Demoiselles (Leeds, Leeds Art Gallery (en)) qui représente les mêmes personnages mais placés plus en retrait au fond du tableau, le tout étant dominé par la végétation, le paysage,. En 1862, Courbet redessine le motif, mais avec des perspectives sensiblement différentes, pour une traduction à l'eau-forte publiée chez Alfred Cadart et Jules Luquet. 
Le paysage environnant correspond à des lieux existants du côté d'Ornans, le pays de Courbet. Ils lui inspirèrent d'autres peintures de paysage, avec ou sans présence humaine.
L'agressivité de la critique, son rejet du tableau, hormis les questions de composition, s'expliquent en situant le contexte historique et social de la France à la fin de la Deuxième République : alors que paradoxalement, c'est l'électorat des campagnes qui porte au pouvoir Louis-Napoléon Bonaparte et qui le soutiendra, empereur, jusqu'en 1870, la Franche-Comté, ici représentée, demeurera une région profondément rebelle, attachée au idées républicaines. Certains ont vu dans cette première « toile de la provocation » le début d'un engagement politique chez Courbet qui prend racine à la fois dans son terroir et dans la représentation des rapports de classe. Ce rapport prend chair dans un échange de regard lourd de défiance entre le chien des demoiselles — le canidé de luxe incarnant ici l'arrogance d'une bourgeoisie dominante — et les jeunes veaux sur leurs gardes, allégorie du monde paysan opprimé au bord de l'insurrection. Le spectateur nanti parisien de 1852 est forcé ici de regarder en face les gens de la campagne. Par ailleurs, cette toile se veut en définitive morale en figurant la vertu : ne jugeant pas, ne prenant pas parti, convoquant un thème archétypal, ici manifesté par le geste universel de l'aumône, la générosité, le don, loin des canons esthétiques catholiques magnifiés en gros plan par d'autres peintres, adoptant une distance, abolissant la mièvrerie et le fini glacé des toiles académiques, surdimensionnant les formats et les lignes, la toile provoqua un véritable rejet, en tant qu'elle est une sorte de révélateur d'un malaise sociétal. Cette campagne, au fond, n'est pas si tranquille, idéale, pacifiée : la ville bourgeoise la voit comme un ennemi potentiel, une souillure, au moment où, s'enrichissant par l'industrie, elle enterre l'idéal révolutionnaire de 1848.